# Sân bay Edinburgh
Sân bay Edinburgh (IATA: EDI, ICAO: EGPH), (cũng gọi là Turnhouse)  là một sân bay tọa lạc tại Edinburgh, Scotland, là sân bay lớn thứ 8 tại  Vương quốc Liên hiệp Anh và Bắc Ireland. Lưu trữ ngày 3 tháng 7 năm 2007 tại Wayback Machine  Sân bay này nằm cách trung tâm thành phố 13 km về phía Tây.
Sân bay Edinburgh thuộc sở hữu của BAA Limited, công ty cũng là chủ sở hữu của các sân bay London Heathrow, London Gatwick, London Stansted, Glasgow International, Aberdeen và Southampton.
Nhà ga hiện tại theo thiết kế của Robert Matthew, đã được xây năm 1977 và đã được nâng cấp trong những năm gần đây với các trang thiết bị đậu xe và sảnh đến được mở rộng ra. Một đài kiểm soát không lưu đã được hoàn thành năm 2005.
Đang có kế hoạch mở rộng sân bay này với lượng khách ước tính có thể đạt 20 triệu vào năm 2030.

## Các hãng hàng không và các điểm đến
- Aer Arann (Cork, Galway)
- Aer Lingus (Dublin)
- Air France
  - CityJet (London-City,Paris-Charles de Gaulle)
- Air Transat (Toronto-Pearson)
- BH Air (Bourgas, Varna, Plovdiv)
- bmi Regional (Brussels, Copenhagen, Leeds/Bradford, Manchester, Zurich)
- bmibaby (Birmingham, Cardiff, East Midlands)
- British Airways (London-Gatwick, London-Heathrow)
  - BA CityFlyer (London-City)
- Cimber Air (Billund)
- Delta Air Lines (New York JFK (từ 02.05.08))
- easyJet (Alicante, Amsterdam, Belfast-International, Bristol, Dortmund, Gdańsk (từ 22.4.08), Geneva, Kraków, London-Gatwick, London-Luton, London-Stansted, Madrid, Milan-Malpensa, Munich, Nice (từ 24.04.08), Palma de Mallorca, Paris-Charles de Gaulle)
- Eurocypria Airlines (Larnaca, Paphos)
- Flybe (Belfast-City, Birmingham, Cardiff, Exeter, Manchester, Newquay, Norwich, Rennes (từ 03.05.08), Southampton)
  - Loganair (Inverness, Isle of Man, Kirkwall, Lerwick, Sumburgh, Stornoway, Wick) (từ 26.10.08)
- Flyglobespan (Alicante, Arrecife, Barcelona, Dubrovnik [begins 24 May], Faro, Funchal, Geneva, Ibiza, Málaga, Nice, Palma de Mallorca, Paphos, Pula, Rome-Fiumicino, Sharm el-Sheikh, Tenerife-South, Toronto-Hamilton)
- Germanwings (Cologne/Bonn)
- Jet2.com (Avignon, Chambery, La Rochelle (từ 12.05.08), Murcia, Pisa, Prague, Toulouse (từ 19.05.08))
- KLM Royal Dutch Airlines (Amsterdam)
  - Cityhopper (Amsterdam)
- Lufthansa (Frankfurt)
- My Travel (Alghero, Palma, Tenerife-South)
- Norwegian Air Shuttle (Oslo)
- Onur Air (Bodrum, Dalaman)
- Qatar Airways (Doha)
- Ryanair (Alicante, Berlin-Schönefeld (từ T9.08), Billund (từ T9.08), Bournemouth (từ T9.08), Bratislava (từ T9.08), Bremen, Dublin, Frankfurt-Hahn, Krakow [begins September 2008], Lodz (từ T9.08), Malaga (từ T9.08), Marseille, Palma de Mallorca (từ T9.08), Pisa, Poznan (từ T9.08), Shannon, Stockholm-Skavsta (từ T9.08), Weeze (từ T9.08), Wrocław (từ T9.08))
- Scandinavian Airlines System (Stockholm-Arlanda)
- Sterling Airlines (Copenhagen, Stockholm-Arlanda)
- Widerøe (Bergen)

## Hàng hóa
- Atlantic Airlines (Coventry)
- DHL (East Midlands)
  - Exin (Aberdeen)
- Jet2.com (East Midlands, London Stansted)
- Titan Airways (Bristol, London Stansted)
- UPS
  - Star Air (Cologne, East Midlands)

## Kế hoạch tương lai
Đang có kế hoạch mở rộng sân bay Edinburgh với việc bổ sung một đường băng dù điều này dường như không cần thiết trong 20 năm tới. BAA đã dự trữ trong quy hoạch tổng thể sân bay này đối với việc mở rộng đường băng hiện hữu 06/24 để cho phép máy bay lớn hơn bay đến các tuyến dài hơn hoạt động tại sân bay này.